# 中国报道 (杂志)
《中国报道》是中国唯一的以世界语出版的对外宣传刊物，由中国外文局主管。
1950年在胡愈之倡议下《人民中国报道》世界语月刊创刊，是中华人民共和国第二份创办最早的对外宣传刊物，由外文出版社出版。1954年至1957年间停刊。1957年复刊后改为双月刊，并由中华全国世界语协会出版。1967年起又改回月刊。1974年起中文名改为《中国报道》。2000年起《中国报道》取消纸质版，改为网络出版，同时创办中文月刊。
2006年起「中国报道杂志社」又称为「中国外文局中文期刊中心」，旗下拥有《中国报道》、《世界》、《小读者》、《大周末》等刊物。2009年创办《中国报道网》。